# Simulium friedlanderi
Simulium friedlanderi es una especie de insecto del género Simulium, familia Simuliidae, orden Diptera.
Fue descrita científicamente por Py-Daniel, 1987.